# Betsakotsako Andranotsara
Betsakotsako Andranotsara è una città e comune del Madagascar situata nel distretto di Andapa, regione di Sava. 
La popolazione del comune rilevata nel censimento 2001 era pari a 6 314 unità.